# Kanikama

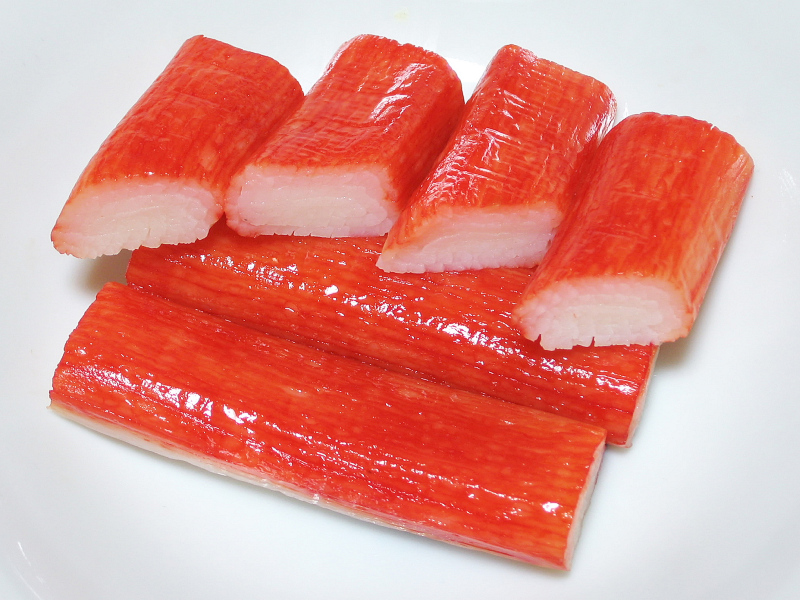
Palets de cranc.

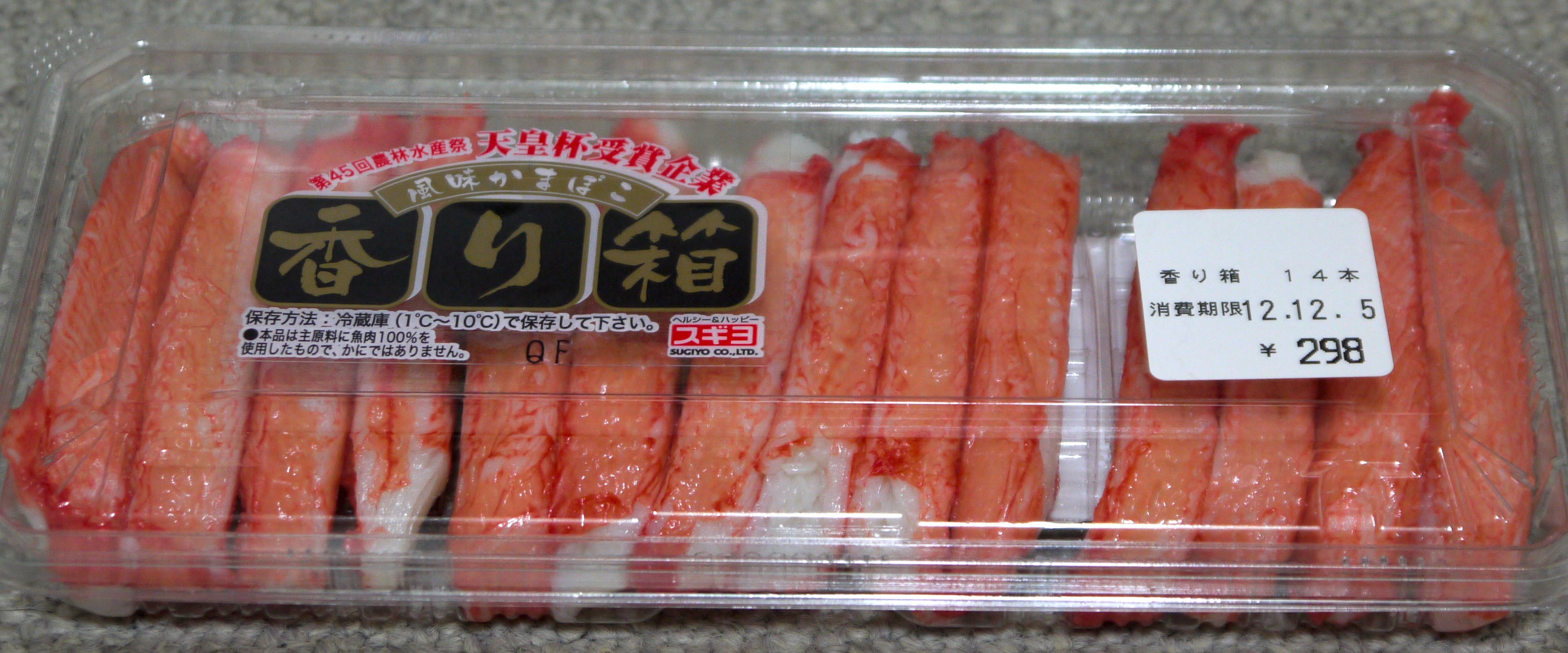
Sugiyo "Kaori-hako"

Els palets de cranc o kanikama (marca vulgaritzada), són un tipus d'aliment processat elaborat a partir de surimi o carn de peix blanc finament picada, que es cura i a la qual es dona forma similar a la de les potes del cranc.
L'empresa japonesa Sugiyo (スギヨ) va produir per primera vegada els palets de cranc el 1973, comercialitzant-los sota el nom Kanikama. De fet, en diversos països s'usa aquest terme per al·ludir-los de manera genèrica.
Els palets se solen acolorir de vermell o vermell groguenc, i tenen forma rectangular i allargada, podent-se esmicolar en brins petits. L'olor dels palets de cranc és semblant al d'altres productes de marisc, la textura és gomosa i el sabor lleugerament salat. Els palets de cranc es cuinen durant el procés de curat i poden menjar-se directament de l'envàs. En realitat, en contra de la creença popular, els palets de cranc no contenen cranc de cap mena, i alguns fabricants etiqueten el producte com «palets amb gust de cranc».
L'ingredient principal en la majoria dels palets de cranc, és el peix carboner d'Alaska (Theragra chalcogramma) del Pacífic Nord i el panga del delta del Mekong.

## Factors que afecten la qualitat

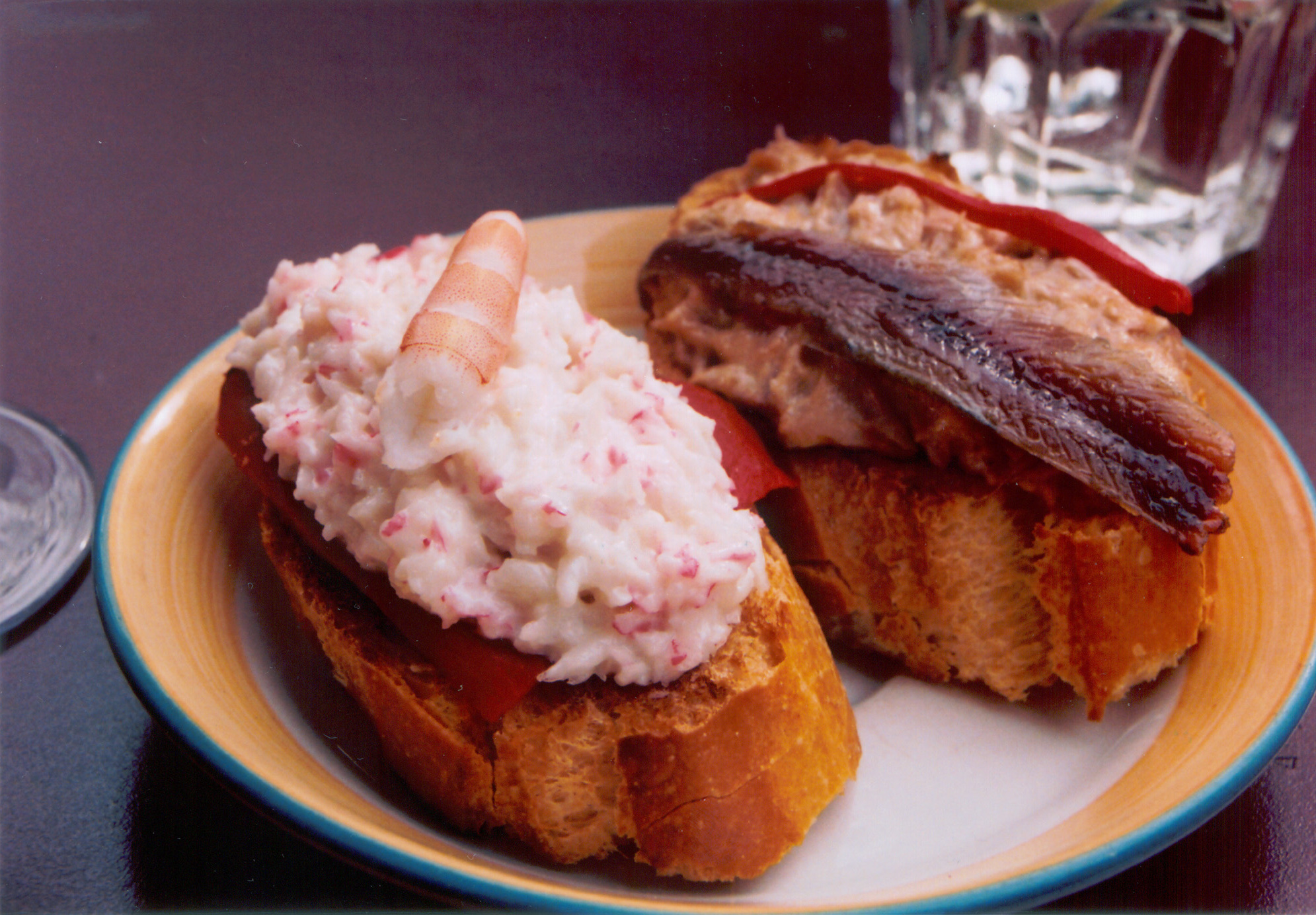
Pintxos. El de l'esquerra és de "txatka"

## Usos
Un rotlle de Califòrnia és una varietat de sushi fet amb palet de cranc, alvocat i (de vegades) cogombre enrotllats amb llavors de sèsam per fora.
La cuina russa té diverses amanides preparades amb palets de cranc, ou, verdura i herbes picades juntes i condimentades amb maionesa.
Els palets de cranc s'usen sovint en amanides de marisc com un substitut barat de la carn de cranc autèntica. Els succedanis de cranc de qualitat solen ser més baixos en colesterol que la carn de cranc autèntica, però també estan molt processats. El sabor és vagament semblant al del cranc al vapor.

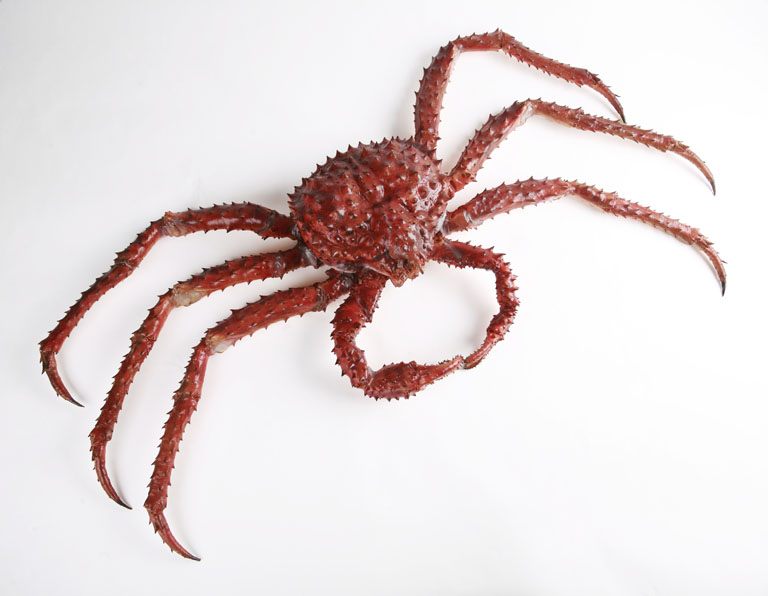
Lithodes aequispinus

A Euskadi és popular l'ús dels palets de cranc picats per confeccionar-ne els pintxos anomenats de txatka (o "txaka" i altres variants sobre el mateix mot). El nom deriva del cranc reial de Kamtxatka, apreciadíssim i car marisc, les potes del qual inspiren vagament l'aspecte dels palets de cranc.